# Jean II de Żagań
 Jean II de Żagań  connu également sous le nom de  le Fou, le Sauvage ou le Cruel (polonais : Jan II Szalony, Zły, Dziki ou Okrutny; né le 16 juin 1435 – † 22 septembre 1504), fut duc de Żagań-Przewóz à partir de 1439, avec ses frères comme corégents jusqu'en 1449, à partir de 1449 duc de Przewóz avec son frère cadet comme corégent, entre 1459/1461 et 1467 et entre 1472 et 1476, duc de Żagań et entre 1476 et 1488 duc de la moitié   puis de la totalité de Głogów après la réunification du duché en 1480.

## Biographie

### Origine
Jean II est le quatrième et plus jeune fils du duc  Jean Ier de Żagań et de son épouse Scholastika, fille de l'Electeur de Saxe  Rodolphe III de Saxe.

### Duc de  Żagań
À la mort de son père en 1439, Jean II est encore mineur et confié avec son frère Venceslas sous la garde de leurs frères ainés Balthasar et Rodolphe. la division du patrimoine familiale n'est effective qu'en 1449. Jean II et Wenceslas reçoivent conjointement Przewóz. Cependant comme à cette époque Venceslas apparait comme mentalement déficient, la totalité du pouvoir dans le duché est exercée par Jean II.
Le petit  Duché de Przewóz est insuffisant pour satisfaire les ambitions de  Jean II, qui réclame une répartition en part égale des domaines à ses autres frères. Le conflit se termine en 1453, après une médiation de l'Électeur Frédéric II de Saxe. Après la mort de  Rodolphe le 18 septembre 1454 et en l'absence de Balthasar, qui est en Prusse, Jean II s'autoproclame  « Gouverneur du duché de Żagań ». Il contraint les États du duché à lui payer un tribut, une disposition qui est ensuite annulée lorsque Balthasar revient en Silésie en 1458.
Le conflit entre les frères éclate de nouveau en 1461, lorsque Jean II, avec l'appui de Georges de Poděbrady, roi de Bohême envahit Żagań et dépose son frère, qui est obligé de s'enfuir. La même année après que meurt leur mère de leur mère  Scholastique de Wettin, Jean II hérite de son douaire ou Oprawa wdowia constitué de la cité de Nowogród Bobrzański. Sept ans plus tard en 1468, Jean II perd Żagań, lorsque Balthasar reprend le contrôle du duché avec l'aide de leur cousin Henri XI de Głogów.
Jean II est déterminé à recouvrer le duché de Żagań. Avec l'aide du roi de Hongrie Matthias Corvin dont il reçoit 10000 florins pour recruter une troupe afin de l'aider à combattre la couronne de Bohême, il envahit victorieusement le duché en 1472. Balthasar est capturé et emprisonné, d'abord dans le village de Witoszyn et ensuite dans la tour du château de Przewóz, où selon certaines sources Jean II le laisse mourir de faim († 15 juillet 1472).
Toutefois inexplicablement après avoir régné seulement quelques mois à Żagań, il vend son duché de Żagań incluant Przewóz, aux électeurs corégents de Saxe Ernest et Albert III, pour 50000 florins hongrois (12 décembre 1472). Cet accord, confirmé par Matthias Corvin, garantit également une pension substantielle à son frère Venceslas († 29 avril 1488). Depuis lors le duc Jean II est surnommé  « Jean Sans-Terre » (polonais: Janem Bez Ziemi). Malgré la vente de son duché, Jean II cherche à continuer à jouer un rôle actif dans les affaires politiques. En 1474, à la tête de troupes recrutées par Matthias Corvin, il organise une expédition réussie en Grande-Pologne, d'où il  rapporte un important butin ce qui est bien entendu néfaste à ses bonnes relations avec la Pologne.

### Succession de Głogów
Le 22 février 1476 Henri XI de Głogów meurt, sans doute empoisonné par des agents brandebourgeois. Selon sa volonté il laisse ses possessions à sa très jeune veuve de 12 ans Barbara, fille de Albert III Achille de Brandebourg avec éventuelle réversion de ses domaines à la famille de cette dernière. Comme héritier male de la lignée des Piast, Jean II refuse de reconnaitre les dernières volontés du défunt duc et réclame la succession de son cousin. Mais il doit faire face non seulement aux prétentions d'Albert III Achille de Brandebourg mais aussi au roi Casimir IV de Pologne et à Matthias Corvin de Hongrie !
Pendant la premier phase de la guerre qui s'ensuit, Jean II reçoit l'appui de  Matthias Corvin. Ses opposants de leurs côtés bénéficient du support du Brandebourg et de la Pologne. Le mariage entre le roi  Vladislas II de Bohême, fils ainé de Casimir IV de Pologne et Barbara de Brandebourg est célébré le 20 aout 1476; cependant cette union ne sera jamais consommée et est donc invalide selon le droit canon. Jean II use de l'influence du roi de Bohême à Rome et tente d'obliger les habitants de Głogów à lui prêter un serment de fidélité, mais ils refusent et le Légat du Pape doit lancer une excommunication sur la cité Głogów, qui est forcée de se soumettre à Jean II. Jean II obtient un autre succès lorsque le 7 décembre 1476, les États de Żagań lui rendent l'Hommage féodal. Le jour suivant le 8 décembre, Matthias Corvin déclare que les dernières volontés d'Henri XI sont nulles et non avenue prétextant que la teneur de son testament révélait son incapacité mentale. Au cours de la période 1476–1477 les troupes Bohémienne prennent Szprotawa et Kożuchów seul Krosno Odrzańskie demeure sous le contrôle de  l'Électeur Albert III Achilles. Au début de 1477 une trêve est proclamée entre les parties combattantes elle se poursuit jusqu'en avril 1477. La guerre reprend au printemps 1477 et débouche sur des années de combats entre les troupes Bohémiennes et Hongroises.
Cette poursuite des hostilités affaiblit la position de Jean II et ses alliés hongrois, les habitants de Głogów lui maintiennent néanmoins leur fidélité. Les diverses parties tentent finalement de régler leurs différends par un accord diplomatique mais à l'automne 1477 la trêve est de nouveau rompue par Jean II, qui envahit les possessions du Brandenbourg et assiège même Berlin et Francfort-sur-l'Oder. La guerre se poursuit jusqu'en 1478 avec plusieurs batailles rangées importante. Pendant ce temps, l'ex-duc de Żagań renforce la position à Głogów.
À la mi-1479 une nouvelle trêve est conclue entre les belligérants, elle prévoit que l'électeur Albert III Achille abandonne ses prétentions sur le duché de Głogów contre le versement d'une somme de 50.000 florins. Les négociations entre Jean II et l'Électeur de Brandebourg se poursuivent jusqu'en septembre 1482. Jean II obtient Głogów sans le château et une partie de la cité dévolue initialement à la lignée de  Cieszyn qui était désormais intégrée à la Couronne de Bohême. La partie nord du duché avec Odrzańskie, Sulechów, Świebodzin et Lubsko) est annexée par le  Brandebourg. Avec l'accord de  Matthias Corvin, Jean II règne sur Głogów pendant le reste de sa vie mais après sa mort le duché revient au roi de Hongrie ou à ses descendants. En 1480 Jean II tente de réunifier le duché de Głogów qui avait été divisé en deux parties entre les dynastes Piast. Après un siège de sept semaines le 1er mai 1480 le château est conquis et le duché réunifié après 150 années de divisions.
Tous ces succès attisent l'ambition de Jean II et l'entraine à s'opposer à  Matthias Corvin. Le duc de Głogów devient alors l'allié de Henri Ier l'Ainé de Poděbrady, fils de Georges de Poděbrady duc d'Oleśnica; Leur alliance prévoit le mariage des trois fils d'Henri Ier avec trois filles de Jean II. L'union de l'ainée de filles célibataires de Jean II, Salomé, avec le fils ainé d'Henri Ier Albert est célébrée le 11 janvier 1487 à Głogów. Un an plus tard le 6 janvier 1488, sont célébrés les fiançailles officielles des deux autres filles de Jean II, Hedwige et Anna, avec les deux autres fils d'Henri Ier, Georges Ier et Charles Ier. Lors de la cérémonie, Jean II proclame son intention de léguer le duché de Głogów à ses trois gendres après sa mort.
Cette disposition déclenche une réaction immédiate de Matthias Corvin qui lui déclare la guerre. Jean II cherche coute que coute à obtenir de ses sujets qu'ils prêtent un serment de fidélité à leurs futurs souverains. Malheureusement il rencontre une forte résistance, même après avoir prononcé une sentence de mort contre sept membres du conseil de la cité. En mai 1488 le siège de Głogów commence, il se termine par la capitulation de Jean II en novembre de la même. Le duc déposé renonce à droits sur le duché de Głogów contre  20,000 florins. Matthias Corvin investit alors du duché son fils illégitime Jean Corvin.

### Fin de vie
Au cours des années suivantes il tente sans succès  d'obtenir une parcelle des duchés de Silésie afin d'y passer le reste de sa turbulente existence. Il réclame Ścinawa ou même son retour à Głogów, sans aucun succès. En 1497 Henri Ier l'Ainé lui donne la cité de Wołów comme fief pour le reste de ses jours. Jean II meurt à Wołów le 22 septembre 1504, avec lui s'éteint la lignée male de Żagań-Głogów. Il est inhumé dans l'église paroissiale locale. Figure controversée, Jean II est loué par quelques historiens pour ses  ambitions et critiqué par d'autres pour sa politique irréaliste et ses idées folles.

### Union et postérité
En 1462 Jean II épouse Catherine (née 1443 –  † 14 avril 1505), fille du duc Guillaume d'Opava. Ils ont cinq filles:
1. Margarete (née 1465/1472 – †  après 1502), épouse le 28 mars 1484  Miklós Bánffy de Limbow et ensuite vers 1500 Johann Hampo.
2. Salomé (née 1475/1476 – † 30 septembre 1504), épouse le 11 janvier 1487 Albert Ier de Poděbrady, duc de Ziębice-Oleśnica (Münsterberg-Oels), et en secondes noces en 1512/1513 Johann IV de Kurzbach, Baron de Trachenberg-Militsch (†  18 mai 1549).
3. Hedwige (née septembre/octobre 1477 – † Ziębice, 15 février 1524), épouse en juillet 1489 Georges Ier de Poděbrady, duc de Ziębice-Oleśnica (Münsterberg-Oels), puis le 23 octobre 1503  Sigismund, Baron de Wartenberg.
4. Anne de Żagań, épouse le 3 mars 1495 Charles Ier de Poděbrady, duc de Ziębice-Oleśnica (Münsterberg-Oels).
5. Barbara (née vers 1480 – †  6 avril 1539), Abbesse en 1495 de Sainte-Claire de Strzelin.

## Sources
- (en) Cet article est partiellement ou en totalité issu de l’article de Wikipédia en anglais intitulé « Jan II the Mad » (voir la liste des auteurs), édition du 30 aout 2014.
- (en) & (de) Peter Truhart, Regents of Nations, K. G Saur Münich, 1984-1988 (ISBN 359810491X), Art. « Sagan (Pol. Zagan) », p.  2.454.
- (de) Europäische Stammtafeln Vittorio Klostermann, Gmbh, Francfort-sur-le-Main, 2004  (ISBN 3465032926),  Die Herzoge von Glogau †1476, und Sagan †1504 des Stammes der Piasten  Volume III Tafel 13.
- (pl) Pour la chronologie cf. Jan II Szalony (Okrutny, Dziki, ZŁy)
- (de) Josef Joachim Menzel, « Johann II., Herzog von Glogau und Sagan », dans Neue Deutsche Biographie (NDB), vol. 10, Berlin, Duncker & Humblot, 1974, p. 487–488 (original numérisé).